# Winter Boy
Winter Boy (en francés: Le lycéen; también titulada Dialogando con la vida en España e Invierno en París en Argentina, México y Rep. Dominicana) es una película dramática francesa de 2022 dirigida por Christophe Honoré. La película está protagonizada por Paul Kircher como Lucas, un adolescente gay que se enfrenta a la muerte repentina e inesperada de su padre en un accidente que pudo o no haber sido un suicidio.
El reparto de la película también incluye a Juliette Binoche como Isabelle, la madre de Lucas, Vincent Lacoste como Quentin, su hermano mayor, Adrien Casse como Oscar, su novio y el mismo Honoré como el padre, así como Xavier Giannoli, Pascal Cervo, Wilfried Capet, Jean- Philippe Salerio, Erwan Kepoa Falé, Anne Kessler e Isabelle Thevenoux en papeles secundarios.

## Estreno
La película se estrenó en el programa Contemporary World Cinema en el Festival Internacional de Cine de Toronto de 2022, y está programada para proyectarse en competencia en la 70.ª edición del Festival Internacional de Cine de San Sebastián.

## Galardones
| Premio                                                           | Categoría                                              | Destinatario      | Resultado | Ref.  |
| ---------------------------------------------------------------- | ------------------------------------------------------ | ----------------- | --------- | ----- |
| 70.ª edición del Festival Internacional de Cine de San Sebastián | Concha de Plata a la mejor interpretación protagonista | Paul Kircher      | Ganador   | [ 5 ] |
| 70.ª edición del Festival Internacional de Cine de San Sebastián | Concha de Oro a la mejor película                      | Christophe Honoré | Nominado  | [ 5 ] |
| Premios Lumières 2023                                            | Mejor revelación masculina                             | Paul Kircher      | Nominado  | [ 6 ] |
| Premios Lumières 2023                                            | Mejor guion                                            | Christophe Honoré | Nominado  | [ 6 ] |
| Premios César 2023                                               | Mejor revelación masculina                             | Paul Kircher      | Nominado  | [ 7 ] |